# Kong Ling
Kong Ling, cu numele real Kong Yan Lai  (în cantoneză 江玲; (n.  ?, Hong Kong, Republica Populară Chineză) este o cântăreață din Hong Kong.